# 심대평
심대평(沈大平, 1941년 4월 7일~)은 대한민국의 전 충청남도지사였다. 심의겸의 15대손. 

## 생애
심대평은 1941년 4월 7일에 충청남도 공주에서 교육감 심재갑의 2남 3녀 중 장남으로 태어났다. 1966년 행정고시에 합격한 후 의정부시장, 대전시장, 충청남도지사, 행정조정실장, 청와대 정무수석과 민선 충청남도지사, 자유민주연합 부총재 등을 역임하였다. 2006년 1월 국민중심당을 창당하고 대표가 되었다. 2007년 4월 열린우리당의 구논회 의원의 별세로 인해 공석이 된 대전 서구 을 보궐선거에 출마하여 지역 연고와 열린우리당의 무공천에 따른 효과로 한나라당의 이재선 후보를 누르고 당선되었다. 제17대 대선에 국민중심당 후보로 입후보하였으나 12월 3일에 무소속 후보 이회창을 지지하기로 선언하고 후보직을 사퇴했다. 2008년 2월 12일 자신이 대표로 있던 국민중심당을 자유선진당으로 흡수 합당하고 초대 자유선진당 대표가 되었다. 그리고 제18대 총선에서 선거구를 공주시·연기군으로 옮겨서 당선되었다.
그러나 이듬해 8월 30일 심대평은 긴급기자회견을 갖고 "설득이 통하지 않는 아집과 독선적 당운영으로 당 지지율을 2%대에 머무르게 하는 이회창 총재와 당을 같이할 수 없음을 분명히 밝힌다."며 탈당을 선언하였다. 심대평은 "충청권을 지키고 이익을 대변한다고 하면서도 총재로 인해 당의 운영이 왜곡되고 있는 것은 부인할 수 없는 현실" 이라며 이회창 총재의 당 운영 방식에 불만을 나타낸 뒤 "국민의 소리에 귀를 기울이기보다는 총재의 입에 따라 행동해야 하는 당의 현실을 보면서 자성하지 않을 수 없었다."고 주장했다. 특히 심 대표는 이회창 총재가 청와대의 '심대평 총리론'에 부정적이었던 것과 관련해 "대통령과 나를 당의 갈등과 분열을 조장하는 정치공작세력으로까지 매도하는 상황에서 더 이상 국정운영에 부담을 줄 수는 없었다."고 밝혔다. 그러면서 "국무총리직 제의는 내 자신이 수락할 수 없는 상황이니 국무총리직을 맡지 않을 것임을 분명하게 밝힌다."고 말했다. 이동관 청와대 대변인은 이와 관련해 "심 대표는 내부적으로 검토했던 6∼7명의 후보 가운데 한 분이었다."면서 "심 대표를 한때 유력한 총리 후보로 검토했으나 없던 일이 됐다."고 밝혔다.
이후 심대평은 국민중심연합을 창당하였으나 독자적인 정치 세력으로 정착하지 못하고 소규모의 군소정당에서 벗어나지 못하였다. 결국 그는 자유선진당에 복당하기로 결심하였고 2011년 10월 10일 자유선진당과 신설 합당하였다. 제19대 총선에서는 세종시에 출마하여 민주통합당의 이해찬 후보와 맞붙게 되었다. 심대평은 선거 운동 기간 낙선 시 자신의 정치 인생을 걸겠다는 발언을 하였으나 이해찬 후보에게 큰 표 차이로 패배하였고 자유선진당 대표직에서 사퇴하였다.
자유선진당이 선진통일당으로 개명되고 선진통일당 상임고문으로 있다가 선진통일당이 새누리당에 흡수합당되자 새누리당 당원으로서 제18대 대선에 출마한 새누리당의 박근혜 후보를 지지하였다. 2013년 4월 14일 건양대학교 교양학부 석좌교수로 위촉되고 세종미래비전연구원 초대 원장도 겸임하였다. 2013년 9월 2일 대통령 직속 자문기구이자 정부위원회인 지방자치발전위원회 위원장에 내정되었고, 그해 10월 23일 공식 임명되었다. 2015년 9월 24일 제2기 지방자치발전위원회 위원장에 연임되었다.

## 학력
- 논산부창국민학교 졸업
- 대전중학교 졸업
- 1960년 대전고등학교 졸업
- 1967년 서울대학교 경제학 학사
- 1981년 국방대학원 행정학 석사과정 수료

### 명예 박사 학위
- 1997년 공주대학교 명예 경영학 박사
- 1999년 충남대학교 명예 행정학 박사
- 2000년 헤르젠 대학교 명예 경제학 박사

## 가족
- 고조부 : 심홍택(沈弘澤) - 대한제국 의정대신 공작 심순택의 10촌
- 증조부 : 심상학(沈相翯) - 대한제국 참정대신이자 중추원 의장(국회의장) 심상훈의 14촌
- 할아버지: 심봉섭(沈鳳燮) - 항일계몽소설가 심훈(심대섭)의 16촌
- 할머니: 안동 권씨 권재희
- 아버지: 심재갑(沈載甲) - 제3대 대전시 교육감 (장면 내각)
- 어머니: 경주 김씨 김경순
  - 본인: 심대평(沈大平, 족보명 : 심용석) - 대전시장, 충청남도지사, 행정조정실장, 청와대 행정수석, 국회의원, 국민중심당 대표, 자유선진당 대표, 지방자치발전위원장, 청송심씨 대종회장 -- 장면 내각 초대 참의원(상원) 법제사법위원회 위원장 심종석의 12촌
  - 부인: 순흥 안씨 안명옥(安明玉, 1944년 ~ ) - 항일저항시인 이육사의 배우자인 안일양의 사촌
    - 장남: 심우정(沈雨廷, 1971년 ~ ) - 법무부 기획조정실장, 서울동부지검장, 인천지검장, 대검찰청 차장, 법무부 차관, 검찰총장
    - 며느리: 경주 김씨 김성은
      - 손녀: 심민경(沈旼耿, 1996년 ~ )
      - 손자: 심성환(沈聖桓, 2001년 ~ )

    - 차남: 심우현(沈雨炫, 1970년 ~ ) - 박사
    - 며느리: 김보연
    - 삼남: 심우찬(沈雨燦, 1973년 ~ ) - 육군 중령, 변호사
    - 며느리: 경주 김씨 김경아
      - 손자: 심성훈(沈聖勳, 1998년 ~ )
      - 손녀: 심민선(沈旼宣, 2000년 ~ )

  - 남동생: 심대민(沈大民, 1945년 ~ ) - 기업가
  - 제수: 김해 김씨 김인숙
    - 조카: 심우균(沈雨均, 1978년 ~ )
    - 조카: 심우선(沈雨宣, 1979년 ~ )

  - 누나: 심정석(沈定錫, 1932년 ~ )
  - 자부: 홍성한
  - 누나: 심경자(沈瓊子, 1936년 ~ )
  - 자부: 정태윤
  - 여동생: 심안석(沈安錫, 1950년 ~ )
  - 매부: 장귀남

## 상훈
- 1976년 녹조근정훈장
- 1992년 황조근정훈장
- 2005년 제1회 한국을 빛낸 CEO (미래경영분야)
- 2005년 대한적십자사 금장

## 역대 선거 결과
|  | 67.88% |

|  | 84.63% |

|  | 66.96% |

|  | 60.15% |

|  | 0% |

|  | 63.32% |

|  | 33.83% |

## 소속 정당
| 소속 정당 | 소속 정당    | 소속 기간 | 비고           |
| --------- | ------------ | --------- | -------------- |
|           | 자유민주연합 | 1995~2005 | 창당 정계 입문 |
|           | 무소속       | 2005~2006 | 탈당           |
|           | 국민중심당   | 2006~2008 | 창당           |
|           | 자유선진당   | 2008~2010 | 합당           |
|           | 무소속       | 2010      | 탈당           |
|           | 국민중심연합 | 2010~2011 | 창당           |
|           | 자유선진당   | 2011~2012 | 합당           |
|           | 선진통일당   | 2012      | 당명 변경      |
|           | 새누리당     | 2012~2017 | 합당 정계 은퇴 |
|           | 자유한국당   | 2017~2020 | 당명 변경      |
|           | 미래통합당   | 2020      | 합당           |
|           | 국민의힘     | 2020~현재 | 당명 변경      |

## 같이 보기
- 서구 을 (대전)
- 대전 서구의 국회의원
- 공주시·연기군
- 공주시의 국회의원
- 연기군의 국회의원
- 의정부시장
- 대전광역시장
- 충청남도지사